# Radio Data System

Сигнал FM радіостанції. RSD сигнал знаходится на частоті 57Кгц

Radio Data System (англ. Radio Data System, RDS) — багатоцільовий стандарт для передачі інформаційних повідомлень каналами ЧМ-радіомовлення. Широко використовується в автомагнітолах і мобільних пристроях, в програмах для прослуховування радіо. RDS використовується для отримання й відображення на екрані пристрою додаткової інформації, такої як: назва радіостанції, назва музичної композиції, назва виконавця, а також інформація про стан на дорогах, наприклад, повідомляється, на яких магістралях є затори або ремонтні роботи, а також для повідомлення про стихійні лиха. В Україні серед радіостанцій, які використовують RDS, в ефір транслюється інформація про назву станції та/або назву композиції, яка грає в цей момент, рекламні повідомлення, кілька мережевих радіостанцій використовують функцію альтернативної частоти AF.
Radio Broadcast Data System (англ. Radio Broadcast Data System, RBDS) — це офіційна назва системи RDS у США.

## Історія
З кінця 1970-х років спочатку в Німеччині, а потім і в інших країнах Західної Європи почала матеріалізуватися ідея необхідності допомоги водіям у складних дорожніх ситуаціях. Регулярна передача повідомлень про дорожню обстановку мережею FM-радіостанцій — це те, що потрібно, адже слухають радіоприймач під час поїздки майже всі. Але добре ще б і попередити слухача, що саме ця радіостанція зараз передає таку необхідну йому інформацію. І здійснити це бажано спеціальним сигналом, що управляє, особливо якщо в даний момент він слухає не радіо, а магнітофонний запис або компакт-диск. Перші системи з подібними функціями (ARI, нім. Autofahrer Rundfunk Information) з'явилися ще на початку 1980-х, а з 1986 року в країнах Західної Європи розпочалася експериментальна експлуатація нової системи. На початку 1990-х Європейський союз мовлення прийняв рекомендацію про систему передачі даних RDS радіомовними станціями, що працюють в діапазоні FM (65—108 МГц).
Стандарт уперше опубліковано CENELEC у 1990 році як EN 50067. Двічі переглядався CENELEC у 1992 та 1998 роках.
У 1999 році стандарт RDS IEC 62106 був прийнятий членами Європейського радіомовного союзу (EBU) як єдиний багатоцільовий стандарт.

## Технічні деталі реалізації
Стандарт розпочинався як проект Європейської мовної спілки (EBU), але згодом став міжнародним стандартом Міжнародної електротехнічної комісії (IEC). В США RDS офіційно має назву RBDS. Ці два стандарти лише трохи відрізняються: приймачі можуть працювати з будь-якою системою лише з незначними невідповідностями у відображених даних.
Обидві версії передають дані зі швидкістю 1187,5 біт на секунду (приблизно 1,2 кбіт/с) на піднесучій частоті 57 кГц, тому кожен біт даних містить рівно 48 циклів піднесучої. Піднесуча RBDS/RDS була встановлена на третю гармоніку 19 кГц FM стереопілотного тону, щоб мінімізувати перешкоди та інтермодуляцію між сигналом даних, стереопілотним сигналом і 38 кГц DSB-SC різницевим стереосигналом. (Різницевий стереосигнал поширюється на 38 кГц + 15 кГц = 53 кГц, залишаючи 4 кГц для нижньої бічної смуги сигналу RDS.)
Дані надсилаються з кодом виправлення помилок, але отримувачі можуть використовувати їх лише для виявлення помилок без виправлення. RDS визначає багато функцій, у тому числі те, як приватні (внутрішні) або інші невизначені функції можуть бути «упаковані» в групи програм, які не використовуються.
RDS використовується лише на аналогових станціях.
Передача пілот-тону на частоті 19 кГц змушує додавати виробників аудіоапаратури в апаратну частину режектного MPX-фільтру. Це робится для того щоб відсікти частину сигналу, яка потенційно може викликати проблеми під час запису радіоефіру (докладніше про цю проблему див. статтю MPX-фільтр). 

## Функції RDS

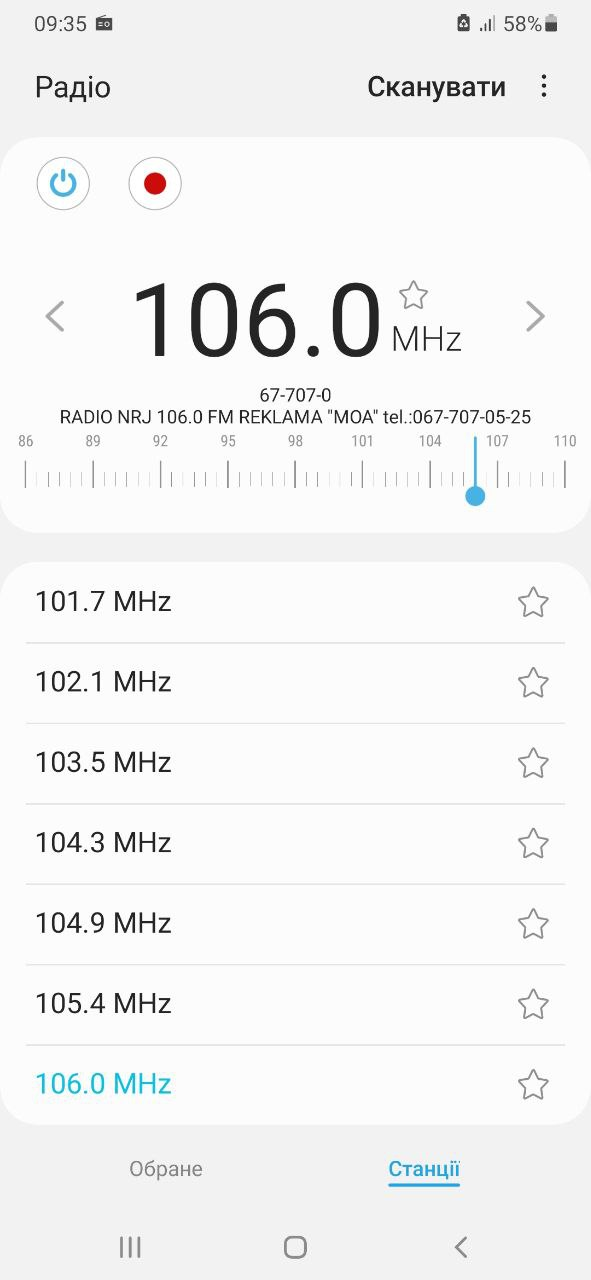
RDS данні однієї з українських FM радіостанцій

Для передачі інформації використовується латинський алфавіт, цифри й спеціальні символи. Кириличні та інші алфавіти стандарт не дозволяє використовувати. На цей час[коли?] у стандарті передбачено досить багато функцій, але, як правило, більшість приймачів використовує лише базові функції. Функції стандарту RDS:
AF — Alternative Frequencies list (Список альтернативних частот)єможливість автоматичного переналаштування радіоприймача на іншу частоту, котра використовується для цього ефіру, перемикання відбувається у випадку погіршення сигналу
CT — Clock Time and date (Поточний час)безперервне оновлення інформації про дату та час згідно з місцевим часом
DI — Decoder Information (Інформація декодера)позначає тип сигналу, що передається (моно, стерео, стерео з компресією); може використовуватися для автоматичного налаштування роботи декодера
EON — Enhanced Other Networks information (Взаємодія з іншими мережами)використовується для перемикання приймача на іншу частоту, по якій передається службова інформація
MS — Music Speech switch (Перемикання «Музика/Розмова»)використовується для автоматичного регулювання рівня гучності або корегуючих частотних фільтрів згідно з типом програми
PI — Programme Identification (Ідентифікація програм)назва радіостанції (програми) та її частота
PIN — Programme Identification Number (Номер ідентифікації програми)цей сигнал дозволяє визначити програму і, наприклад, почати її запис
PTY — Programme Type (Ідентифікація типу програми)використовується для автоматичного перемикання приймача на заданий тип програми, у стандарті підтримується до 32 типів програм
PS — Programme Service name (Службова назва програми)інформує про назву програми, котру передає радіостанція
RT — RadioText (Радіотекст)передача коротких текстових повідомлень обсягом до 64 символів
TP/TA — Traffic Programme/Traffic Announcement (Дорожні повідомлення)використовується для повідомлення про зміну руху
TDC — Transparent Data Channels («Прозорий» канал даних)використовується для завантаження даних через RDS

## Використання
Система RDS широко використовується у мобільних телефонах та смартфонах від наступних виробників:
- HTC
- LG
- Microsoft
- Motorola
- Nokia
- Samsung
- Sony Ericsson

Але основною частиною пристроїв, де використовується RDS, є автомагнітоли.